# Nesidiochernes insociabilis
Nesidiochernes insociabilis är en spindeldjursart som beskrevs av Beier 1957. Nesidiochernes insociabilis ingår i släktet Nesidiochernes och familjen blindklokrypare. Inga underarter finns listade i Catalogue of Life.